# Christophe Van Garsse
Christophe Van Garsse, né le 21 juin 1974 à Tongres est un joueur de tennis belge.
Il est demi-finaliste de la Coupe Davis 1999.

## Carrière
Durant sa jeunesse, Christophe Van Garsse est champion d'Europe junior en 1992 et champion de Belgique en 1994. Il a manqué les trois derniers mois de l'année 1995 et la totalité de la saison 1996 en raison d'une blessure puis d'une opération au genou gauche. Lors de son retour à la compétition, il est de nouveau champion de Belgique en 1997.
Il est principalement connu pour ses résultats en Coupe Davis où il a plusieurs fois réussi à surpasser son niveau. Il remporte à deux reprises un cinquième match décisif, en 1997 face à Lionel Roux puis en 1998 contre Sjeng Schalken. En 1999, il contribue au parcours de la Belgique jusqu'en demi-finale, il bat Bohdan Ulihrach au premier tour, puis le jeune Roger Federer en cinq sets en quart de finale. En demi-finale, il perd le match de double mais remporte le troisième simple sans enjeu contre Cédric Pioline.
Sur le circuit ATP, sa meilleure performance est une demi-finale à Saint-Marin en 1994 où il bat Magnus Larsson, no 27 (5-7, 7-66, 6-4). Il est aussi quart de finaliste à Bournemouth en 1997. Il a remporté deux tournois Challenger à Nagoya en 1994 et Pörtschach en 1997.

## Parcours dans les tournois duGrand Chelem

### En simple
| Année | Open d'Australie | Open d'Australie | Internationaux de France | Internationaux de France | Wimbledon       | Wimbledon      | US Open | US Open |
| ----- | ---------------- | ---------------- | ------------------------ | ------------------------ | --------------- | -------------- | ------- | ------- |
| 1997  | —                | —                | —                        | —                        | 3e tour (1/16)  | Patrick Rafter | —       | —       |
| 1998  | 2e tour (1/32)   | Todd Woodbridge  | 3e tour (1/16)           | Thomas Muster            | 1er tour (1/64) | Felix Mantilla | —       | —       |

N.B. : à droite du résultat se trouve le nom de l'ultime adversaire.